# La prossima vittima
La prossima vittima (Eye for an Eye) è un film statunitense del 1996 diretto da John Schlesinger, e basato sull'omonimo romanzo di Erika Holzer.

## Trama
Karen McCann è una donna felicemente sposata con Mack ed è madre di due figlie, la diciassettenne Julie, avuta da una precedente relazione, e Megan, di soli sei anni.
Un giorno, la sua vita viene sconvolta quando Robert Doob, uno sbandato che aveva adocchiato Julie durante il suo lavoro di fattorino porta a porta, introdottosi in casa mentre la ragazza è sola, la violenta e la uccide brutalmente, il tutto mentre la madre ascolta per telefono la terribile agonia della figlia. Successivamente incastrato dalla prova del DNA ed arrestato dalla squadra di Polizia, capitanata dal Sergente Joe Denillo, durante il processo Robert  riesce ad evitare il carcere grazie a un cavillo giudiziario. L'assassino viene così rilasciato, facendo sprofondare ancora di più in un incubo la vita di Karen.
Straziata dal dolore e sentendosi abbandonata da tutti coloro che le avevano promesso giustizia, Karen inizia a partorire l'idea di farsi giustizia da sola.
Comincia così a seguire Robert Doob nei suoi tragitti casa-lavoro per studiarne le abitudini e i movimenti. Inizia anche a frequentare un Circolo costituito da persone che, come lei, hanno perso dei loro cari per mano di assassini che non sono mai stati puniti. Qui, ne conosce ben presto alcuni dei membri: Angel, una donna con la quale stringe una bella amicizia e Sidney Hughes, uno sfuggente individuo, il quale le fa capire di essere una persona che la può aiutare nel realizzare il suo intento.
Riacquistata un po' di fiducia, Karen si fa procurare dall'uomo una pistola ed inizia a frequentare un corso di difesa personale ed uno di tiro a segno. Nel frattempo, scopre con amarezza che Angel in realtà non è vittima della malagiustizia come le aveva fatto credere, ma un agente dell'FBI che frequentava il Circolo al solo scopo di vigilare che nessuno dei membri mostrasse, come lei, il desiderio di vendicarsi contro gli assassini dei propri cari commettendo atti contro la legge.
Messa con le spalle al muro, Angel tenta di dissuadere Karen dal suo intento. Non passa molto che Robert Doob si rende nuovamente protagonista di stupro e omicidio, stavolta ai danni di una giovane donna sudamericana alla quale consegnava la spesa a domicilio. Realizzando che neanche a seguito di quel crimine l'assassino viene incarcerato, Karen decide di proseguire nel suo piano.
Dopo aver fatto partire il marito Mack e la seconda figlia Megan per una località turistica, promettendo loro di raggiungerli appena risolto un problema di lavoro, Karen attira Robert Doob a casa sua e lo uccide. Quando la Polizia giunge sul posto, il Sergente Joe Denillo capisce cos'è successo in realtà ma, constatando anche lui che non c'era altro modo per fermare la furia omicida del criminale e capendo i sentimenti di Karen, la fa apparire come una delle potenziali vittime di Robert Doob, costretta ad agire per legittima difesa.

## Distribuzione
Il film è uscito, nelle sale cinematografiche statunitensi, il 12 gennaio 1996.

## Accoglienza

### Critica
Il film ha ricevuto quasi esclusivamente recensioni negative dalla critica: sul sito web Rotten Tomatoes, riceve soltanto l'8% delle recensioni professionali positive, con un voto medio di 5/10, basato su 38 recensioni; il consenso critico del sito afferma anche, a proposito del film: "Con un eccesso di lavoro e scritto in modo sottile e, tutto sommato, spiacevole, La prossima vittima sfrutta grossolanamente l'incubo di ogni genitore con risultati profondamente offensivi".
Invece il pubblico intervistato da CinemaScore ha assegnato al film un buon voto medio di "A−" su una scala da A+ a F.
Il critico cinematografico Roger Ebert ha assegnato al film 1 stella su 4, definendolo "un piccolo esempio particolarmente brutto di manipolazione del pubblico" e scrivendo inoltre che "è intellettualmente corrotto perché evita deliberatamente di affrontare i problemi che solleva": ha anche paragonato il film a Dead Man Walking - Condannato a morte, aggiungendo: "Il film di Tim Robbins (Dead Man Walking) ci sfida ad affrontare un'ampia gamma di questioni etiche e morali. La prossima vittima invece ci mette cinicamente dei paraocchi, escludendo il più possibile la moralità, per servire una trama di sfruttamento."
Per il New York Times, Janet Maslin ha scritto "Mai, nella sua variegata carriera, il signor Schlesinger ha realizzato un film così meschino e vuoto come questo…", aggiungendo che "L'unico scopo del film è quello di eccitare la sete di sangue del pubblico!".